# Ipomoea marmorata
Ipomoea marmorata är en vindeväxtart. Ipomoea marmorata ingår i släktet praktvindor, och familjen vindeväxter.

## Underarter
Arten delas in i följande underarter:
- I. m. marmorata
- I. m. somalica